# Dolomena
Genre
Synonymes
- Strombus (Dolomena) Wenz, 1940[1]

Dolomena est un genre de mollusques gastéropodes de la famille des Strombidae. Ces espèces sont couramment appelées conques ou strombes.

## Liste des espèces
Selon World Register of Marine Species (12 décembre 2020) :
- Dolomena abbotti Dekkers & Liverani, 2011
- †Dolomena bruneiensis Harzhauser, Raven & Landau, 2018
- Dolomena columba (Lamarck, 1822)
- Dolomena dilatata (Swainson, 1821)
- Dolomena hickeyi (Willan, 2000)
- Dolomena labiosa (Wood, 1828)
- Dolomena plicata (Röding, 1798)
- Dolomena pulchella (Reeve, 1851)
- Dolomena swainsoni (Reeve, 1850)
- Dolomena wienekei Wiersma & D. Monsecour, 2012